# خليل البلوشي
 خليل إبراهيم محمد البلوشي (من مواليد 3 أكتوبر 1979)، معلق رياضي عُماني، عمل في سلاح الجو السلطاني العماني لمدة 7 سنوات، انتقل بعدها إلى وزارة الاعلام بدأ التعليق في نهاية عام 2002 من خلال بطولة الصداقة للشباب

## عمله
في يوليو من عام 2007 انتدب لقناة الدوري والكاس للتعليق على الدوري القطري، بعدها ابدى خالد جاسم مقدم برنامج المجلس في القناة رغبة التعاقد معه، وفي أغسطس من نفس العام انتقل إلى قناة الدوري والكاس بشكل رسمي، يعلق الآن على قنوات بي إن سبورتس، ويمتاز خليل البلوشي بأسلوبه الجميل والحماسي.

## انتقادات
كُرِمَ خليل البلوشي بجائزة زاهد قدسي كأفضل معلق عربي سنة 2015،  وفي شهر فبراير 2019، وأثناء مباراة نصف النهائي لكأس آسيا 2019 بين المنتخب القطري وبين المنتخب الإماراتي المستضيفة للبطولة، سجل حسن الهيدوس الهدف الثالث في الشباك الإماراتية، وقال خليل البلوشي أثناء الهدف: «بالشمع الأحمر، الهيدوس داس عليهم دوس.»
هذه العبارة أدى إلى غضب الإعلاميين الإماراتيين، وقد وبخه محمد نجيب رئيس قنوات أبوظبي الرياضية لأداء خليل البلوشي في تلك المباراة،، وبعد بطولة كأس آسيا 2019، أعلنت جائزة زاهد قدسي للتعليق العربي سحب الجائزة من خليل البلوشي وإعطائه للمعلق السعودي جعفر الصليح، حيث أشاد المعلق السعودي الأسبق محمد البكر باستحقاق جعفر الجائزة قائلاً: «إنه يعتبر من المعلقين السعوديين الواعدين».